# Cluny – La Sorbonne
Cluny – La Sorbonne – stacja linii nr 10 metra  w Paryżu. Stacja znajduje się w 5. dzielnicy Paryża.  Została otwarta 15 grudnia 1988 r.